# Dinopelma
Dinopelma is een geslacht van kevers uit de familie van de loopkevers (Carabidae). De wetenschappelijke naam van het geslacht is voor het eerst geldig gepubliceerd in 1889 door Bates.

## Soorten
Het geslacht Dinopelma omvat de volgende soorten:
- Dinopelma angustum Andrewes, 1931
- Dinopelma bouchardi (Pouillade, 1914)
- Dinopelma immaculatum Andrewes, 1932
- Dinopelma intermedium Louwerens, 1958
- Dinopelma leptaleum Andrewes, 1932
- Dinopelma lineola Andrewes, 1932
- Dinopelma lunifer Andrewes, 1932
- Dinopelma marginatum Andrewes, 1932
- Dinopelma minus Liebke, 1931
- Dinopelma plantigradum Bates, 1889
- Dinopelma quadratum Andrewes, 1931
- Dinopelma virens (Andrewes, 1929)
- Dinopelma wegneri Louwerens, 1958